# Roman Kupchynskyi
Roman Hryhorovych Kupchynskyi (ucraniano: Роман Григорович Купчинський; Roshadiv, 24 de septiembre de 1894 - Ossining, 10 de junio de 1976 ) fue un poeta, escritor y periodista ucraniano.

## Carrera
Roman Kupchynskyi nació en el pueblo de Roshadiv.  En 1896 su familia se trasladó junto con él al pueblo de Kadlubyska, debido a que su padre ejercía como párroco en esa localidad.  A partir de 1911 asistió a la escuela primaria y en 1913 se graduó de la escuela secundaria en el distrito de Przemyśl.  Luego estudió en el Seminario Teológico Católico Griego en Lviv hasta 1914. 

### Período de guerra
Se ofreció como voluntario para la Legión Ucraniana al comienzo de la Primera Guerra Mundial.  En ese lugar, participó en la organización de actividades culturales y educativas, así como en la publicación de folletos y revistas. Desde 1915 se desempeñó como editor del departamento de prensa de la Legión Ucraniana, labor que compartió con Levko Lepkyi (1888-1971), Antin Lototskyi (1881-1949) y Stepan Charnetskyi (1881-1944).
Su primer poema fue publicado en 1915 en la revista vienesa The Herald of the Zeitschrift Der Herold der Union für die Befreiung der Ukraine .  En 1918 había ascendido al rango de ayudante de regimiento en el ejército con el rango de Porutschik y compuso y escribió numerosas canciones. En 1919 se convirtió en soldado del ejército ucraniano gallego de la República Popular de Ucrania Occidental y fue internado en Tuchola en julio de 1920 como prisionero de guerra. 

### Período de posguerra
Después de su liberación en febrero de 1921, estudió filosofía en la Universidad de Viena de 1921 a 1922  y en la Universidad Secreta Ucraniana (Таємний український університет) en Lviv de 1922 a 1924. Allí, junto con antiguos camaradas y artistas, incluido Pavlo Kovshun (Павло Максимович Ковжун; 1896-1939), fundó el grupo de artistas no simbolistas Mytussa (Митуса),  y fue miembro del consejo editorial del periódico Mytussa.
También fue cofundador y de 1921 a 1939 editor de la Cooperativa Editorial de Lviv Червона калина o Chervona kalyna . De 1924 a 1939 fue editor del periódico Діло Dilo,  y de 1933 a 1939 fue presidente de la Sociedad de Escritores y Periodistas I. Franko en Lviv. Durante la Segunda Guerra Mundial, vivió en Cracovia y trabajó en una editorial ucraniana.
Al final de la guerra emigró primero a Múnich  y de allí a Estados Unidos en 1949. En Nueva York dirigió la columna "Respuestas del día" del periódico Svoboda, y en 1952 fue coorganizador y de 1958 a 1960 presidente de la Unión de Periodistas Ucranianos de América.  Falleció a los 81 años de edad tras una larga enfermedad en Ossining, Nueva York, y fue sepultado en el cementerio de St. Andrew en South Bound Brook, Nueva Jersey.